# Youssef al-Thuniyan
Youssef al-Thuniyan (arabe : يوسف الثُنيان), né le 18 novembre 1963 à Riyad, est un joueur saoudien de football qui marqua un but lors de la coupe du monde 1998 en phase de poule contre l'Afrique du Sud.

## Clubs
- 1984-2005 :  Al Hilal Riyad